# Manuka
Manuka(1999년 2월 3일 ~)는 대한민국의 가수다.

## 방송
- K팝스타 4 (2014) - Top6

## 음반
- K팝 스타 시즌4 TOP10 Part.2 (2015)
- K팝 스타 시즌4 TOP8 (2015)
- K팝 스타 시즌4 TOP6 (2015)
- HeartBeat (2017)
- Come to me (2018)
- 그럼..누님? (2018)
- 제3의 매력 (JTBC 금토드라마) OST - Part.4 (2018)
- 제3의 매력 (JTBC 금토드라마) Special OST (2018)

## 작사/작곡
- Manuka <HeartBeat> (2017) - 작사/작곡
- YDG, Manuka <안되나봐> (2018) - 작사

## 피처링
- 흉배 <Triumph> (2017)
- YDG <My DNA is gold> (2019)